# Ministerio de Relaciones Exteriores, Comercio Internacional y Culto
El Ministerio de Relaciones Exteriores, Comercio Internacional y Culto (MINREX) de la República Argentina, comúnmente denominado «Cancillería», es el ministerio dependiente del Poder Ejecutivo Nacional encargado de las relaciones exteriores del país.
Fue originalmente creado en 1853 como «Ministerio de Relaciones Exteriores», estando a cargo sólo de la política exterior. A esta se añadieron posteriormente el culto y la política externa comercial.
Anterior a esta constitución las relaciones exteriores quedaban a cargo del gobernador de Buenos Aires encargado de la representación de las provincias. Si bien cuenta con la autonomía propia de los ministerios, la política exterior se encuentra condicionada en ocasiones por la Constitución de la Nación Argentina.

## Historia
Bajo la denominación de «Ministerio de Relaciones Exteriores», fue establecido por el Artículo 84 de la Constitución Nacional del 1 de mayo de 1853, siendo uno de los primeros cinco ministerios de la Argentina. Más tarde, en 1856, la ley n.º 80 estableció sus competencias.
La ley n.º 3727 del 10 de octubre de 1898 introdujo al culto como competencia de la cartera, modificando el nombre de la misma por «Ministerio de Relaciones Exteriores y Culto».
Por medio de la ley n.º 24 190, publicada el 13 de enero de 1993, la cartera asumió la gestión de la economía y el comercio en su jurisdicción, y su denominación cambió por «Ministerio de Relaciones Exteriores, Comercio Internacional y Culto».
En el año 2000 se le asignó la Comisión Cascos Blancos, organismo sucesor de la Secretaría de Asistencia Internacional Humanitaria «Cascos Blancos» (disuelta).
El 7 de diciembre de 2011, el gobierno de Cristina Fernández de Kirchner transfirió la gestión del comercio internacional al Ministerio de Economía y Finanzas Públicas, sustituyendo el nombre del Ministerio de Relaciones Exteriores, Comercio Internacional y Culto por «Ministerio de Relaciones Exteriores y Culto».
En 2019, mediante el DNU n.º 7/2019, el presidente Alberto Fernández restituyó la denominación «Ministerio de Relaciones Exteriores, Comercio Internacional y Culto».

## Competencias
Según la Ley N.º 22 520, sus competencias son «asistir al Presidente de la Nación, y al Jefe de Gabinete de Ministros en orden a sus competencias, en todo lo inherente a las relaciones exteriores de la Nación y su representación ante los gobiernos extranjeros, la SANTA SEDE y las entidades internacionales en todos los campos del accionar de la República (…)» (Ley N.º 22 520, Artículo 18.º)
El Artículo 27.º de la Constitución Nacional reza: «El Gobierno Federal está obligado a afianzar sus relaciones de paz y comercio con las potencias extranjeras por medio de tratados que estén en conformidad con los principios de derecho público establecidos en esta Constitución.»
A su vez, la Primera Disposición Transitoria de la carta magna reza: «La Nación Argentina ratifica su legítima e imprescriptible soberanía sobre las Islas Malvinas, Georgias del Sur y Sandwich del Sur y los espacios marítimos e insulares correspondientes, por ser parte integrante del territorio nacional. La recuperación de dichos territorios y el ejercicio pleno de la soberanía, respetando el modo de vida de sus habitantes, y conforme a los principios del derecho internacional, constituyen un objetivo permanente e irrenunciable del pueblo argentino.»

## Sede
En 1936 el Palacio Anchorena fue adquirido por el Estado para ser sede del Ministerio de Relaciones Exteriores, y pasa a llamarse Palacio San Martín. Actualmente es sede Ceremonial de la Cancillería ya que sus oficinas se han trasladado al nuevo edificio de Arenales y Esmeralda, inaugurado en 1998 luego de quince años de construcción.

## Estructura
El Ministerio de Relaciones Exteriores, Comercio Internacional y Culto se organiza de la siguiente forma:
- Unidad Gabinete de Asesores
- Subsecretaría de Coordinación y Administración Exterior
- Secretaría de Relaciones Exteriores
  - Subsecretaría de Política Exterior
- Secretaría de Malvinas, Antártida, Política Oceánica y Atlántico Sur
- Secretaría de Relaciones Económicas Internacionales
  - Subsecretaría de Negociaciones Económicas Internacionales e Integración
  - Subsecretaría de Promoción de las Exportaciones, las Inversiones, la Educación, la Ciencia y la Cultura
- Secretaría de Culto y Civilización
  - Subsecretaría de Culto

### Centro de Economía Internacional
El Centro de Economía Internacional (CEI) es una dependencia del Ministerio de Relaciones Exteriores, es su centro de estudios económicos especializados. Su función consiste en diseñar instrumentos de análisis económicos y de comercio internacional, además de brindar información para lograr objetivos de política exterior para la nación. Su trabajo es establecido por la Secretaría de Relaciones Económicas Internacionales.

### Museo de la Diplomacia Argentina
Revaloriza las tareas de la administración pública, dando a conocer la labor realizada por las personas encomendadas a la construcción de la política exterior. A través de sus exhibiciones se muestra el rol de la diplomacia en Argentina a través de la historia.

## Organización
Secretarios ministeriales desde el 10 de diciembre de 2023
| Ministerio                                                          | Secretaría Ministerial                                               | Titular            | Período                 | Período                 | Partido | Partido               | Referencia |
| Ministerio                                                          | Secretaría Ministerial                                               | Titular            | Inicio                  | Final                   | Partido | Partido               | Referencia |
| ------------------------------------------------------------------- | -------------------------------------------------------------------- | ------------------ | ----------------------- | ----------------------- | ------- | --------------------- | ---------- |
| Ministerio de Relaciones Exteriores, Comercio Internacional y Culto | Secretaría de Relaciones Exteriores                                  | Leopoldo Sahores   | 16 de enero de 2024     | 24 de octubre de 2024   |         | Independiente         | [ 12 ]     |
| Ministerio de Relaciones Exteriores, Comercio Internacional y Culto | Secretaría de Relaciones Exteriores                                  | Eduardo Bustamante | 24 de octubre de 2024   | En el cargo             |         | Independiente         | [ 13 ]     |
| Ministerio de Relaciones Exteriores, Comercio Internacional y Culto | Secretaría de Malvinas, Antártida, Política Oceánica y Atlántico Sur | Paola Di Chiaro    | 28 de diciembre de 2023 | En el cargo             |         | Independiente         | [ 14 ]     |
| Ministerio de Relaciones Exteriores, Comercio Internacional y Culto | Secretaría de Relaciones Económicas Internacionales                  | Héctor Cima        | 11 de diciembre de 2023 | 04 de noviembre de 2024 |         | Independiente         | [ 14 ]     |
| Ministerio de Relaciones Exteriores, Comercio Internacional y Culto | Secretaría de Culto y Civilización                                   | Francisco Sánchez  | 16 de enero de 2024     | 20 de agosto de 2024    |         | Propuesta Republicana | [ 15 ]     |
| Ministerio de Relaciones Exteriores, Comercio Internacional y Culto | Secretaría de Culto y Civilización                                   | Nahuel Sotelo      | 28 de agosto de 2024    | En el cargo             |         | La Libertad Avanza    | [ 16 ]     |